# Nwa-Mankena Blue Boys Football Club
Maillots
Le Blue Boys F.C. est un club de football namibien créé en 1958 dans la ville de Swakopmund. Il évolue dans le Championnat de Namibie de football.